# Muisne
Muisne, también conocida como San Luis Gonzaga de Muisne, es una ciudad ecuatoriana, cabecera cantonal del Cantón Muisne, perteneciente a la Provincia de Esmeraldas. Se localiza al norte de la región litoral del Ecuador, en la isla de Muisne. En el censo de 2022 tenía una población de 5574 habitantes, lo que la convierte en la centésima trigésima sexta ciudad más poblada del país.

## Política y gobierno
La ciudad y el cantón Muisne, al igual que las demás localidades ecuatorianas, se rige por una municipalidad según lo previsto en la Constitución de la República. El Gobierno Autónomo Descentralizado Municipal de Muisne, es una entidad de gobierno seccional que administra el cantón de forma autónoma al gobierno central. La municipalidad está organizada por la separación de poderes de carácter ejecutivo representado por el alcalde, y otro de carácter legislativo conformado por los miembros del concejo cantonal.

## Transporte
Su conexión con otras ciudades es principalmente el E15, llamada Troncal del Pacífico y Ruta del Espóndilus, y es parte de la ruta más grande que va desde San Lorenzo sobre Esmeraldas hacia Pedernales, unos 424 kilómetros. El cantón también tiene un via provincial 381, que es la ruta a Muisne desde la E15. 